# Look Up
Look Up is de eerste EP van de Amerikaanse folkrockband The Altogether. De EP werd op 23 januari 2018 uitgebracht op Bandcamp, en later op de andere streamingplatforms, onder het label Fries Guys Records. De EP werd gemasterd door Tom Gardner bij Rift Studios, Brooklyn en gemixt en geproduceerd door Jonah Scott. Alle vijf nummers zijn geschreven door Jonah Scott en Brian David Gilbert. Gilbert verzorgde de volledige leadzang van de EP.

## Tracklist
| Nr.          | Titel          | Duur  |
| ------------ | -------------- | ----- |
| 1.           | "Five Minutes" | 3:36  |
| 2.           | "Sophie"       | 4:07  |
| 3.           | "Night"        | 3:16  |
| 4.           | "Goodbye"      | 2:57  |
| 5.           | "History Read" | 3:58  |
| Totale duur: | Totale duur:   | 17:54 |

## Medewerkers
- Jonah Scott - akoestische en elektrische gitaren, drums (Nr. 1), basgitaar, vibrafoon, achtergrondzang, percussie, Hammondorgel, piano, schrijver, mixing, producent
- Brian David Gilbert - leadzang, schrijver
- Kayin Scanterbury - drums (Nr. 1 en 5)
- Sierra Scott - achtergrondzang (Nr. 1)
- Cynthia Tsai - achtergrondzang (Nr. 1)
- Minzo Kim - cello (Nr. 5)
- Viool - Ryo Usami, Julia Kim, Ben Hoyt, Flavia van de Stadt, Shannon Fitzhenry, Cassidy Moore, Sarah Thomas, Ying-Chen Wu, Chieh-An Yu, Maitreyi Muralidharan (Nr. 3)

- Altviool - Jennifer Kim, Claudia Malchow, Gavon Peck, Tingan Wei (Nr. 3)
- Cello - Ezekiel Yu, Drew Dahms, Mike Newman, Ethan Wagner (Nr. 3)
- Basgitaar - James Peterson, Sam Dugo, Doug Ohashi (Nr. 3)
- Harry Oehler - dirigent
- Nick Dulworth - opnametechnicus
- Tom Gardner - mastering
- Conner Fawcett - album artwork

Jonah Scott  · Sierra Scott · Brian David Gilbert